# Amaury de Hauteclocque
Pour les articles homonymes, voir Amaury.
Pour les autres membres de la famille, voir Famille de Hauteclocque.
Amaury de Hauteclocque, né le 30 septembre 1966 à Paris (12e arr.), est un policier et un cadre dirigeant d'entreprise français.

## Biographie

### Famille
Amaury de Hauteclocque est issu d'une famille du nord de la France enracinée en terre d'Artois, dont la noblesse prouvée remonte à 1340, dont la devise est : On entend loing haulte clocque. Au début du XXe siècle, des membres de la famille de Hauteclocque se montrent sensibles aux valeurs et principes défendus par l'Action française, à savoir la restauration de la monarchie, la défense du catholicisme et du patriotisme.
Il est le petit-neveu du maréchal Philippe Leclerc de Hauteclocque, héros de la Seconde Guerre mondiale. Son père et son frère sont également officiers de carrière dans l'armée de terre. Contrairement à leurs cousins, la branche d'Amaury de Hauteclocque n'a pas hérité d'un château familial dans la Somme : son grand-père l'avait en effet vendu pour s'installer en Indochine afin d'exploiter l'hévéa. La famille perd l'exploitation après l’indépendance et s'installe dans l'Ouest parisien, où grandit Amaury de Hauteclocque.
Son frère aîné, Wallerand de Hauteclocque, est un ami d'enfance de Frédéric Péchenard, fréquentant tous deux le lycée Carnot.
Il est marié avec Valérie de Hauteclocque, avocate au barreau de Paris et spécialiste en droit immobilier, et père de deux enfants, Gauthier (né en 1996) et Domitille (née en 1999).

### Études
Il étudie au lycée Carnot dans le 17e arrondissement de Paris. Turbulent, il est envoyé passer son baccalauréat dans l'établissement catholique privé Saint-Adjutor à Vernon en Normandie.
Titulaire d'un diplôme d'études approfondies (DEA) en droit pénal obtenu à l'université Panthéon-Assas en 1991, il passe avec succès le concours de commissaire de police et entre à l'École nationale supérieure de la Police de Saint-Cyr-au-Mont-d'Or en 1992. Il en sort diplômé en 1994 au sein de la promotion Antoine de Saint-Exupéry.
À la faculté de droit d'Assas il rencontre sa future épouse, Valérie.

### Service militaire
Amaury de Hauteclocque effectue son service militaire dans les commandos marine,. Malgré une proposition d'engagement reçue de la Marine nationale, il préfère poursuivre son engagement dans la Police nationale, ayant déjà réussi le concours. Il dit avoir choisi la police pour l’activité qui y régnait. En effet, au début des années 1990, les opérations militaires extérieures étaient relativement rares. 

## Carrière

### Dans laPolice nationale(1992 - 2013)
Il commence sa carrière en 1994, au commissariat de quartier de Bel-Air, dans le 12e arrondissement de Paris. Après avoir brièvement occupé ce premier poste, il entre dès 1994 au 36, quai des Orfèvres, à la Brigade criminelle, puis passe à la Brigade des stupéfiants avec laquelle il participe à une opération en Colombie. En octobre 2001, Frédéric Péchenard, directeur de la Brigade criminelle de Paris, lui propose de prendre la direction de sa section antiterroriste (SAT-PP). En 2005, il exerce la fonction de chef adjoint de l’Unité de coordination de la lutte antiterroriste.
En 2007, Frédéric Péchenard, alors devenu directeur général de la Police nationale, le nomme à la tête du groupe de Recherche, assistance, intervention, dissuasion (RAID). Son mandat est notamment marqué par l'assaut contre le terroriste islamiste Mohamed Merah, à la suite des attentats de mars 2012 à Toulouse et à Montauban.
Il est nommé en mai 2013, sous-directeur des affaires internationales, transfrontalières et de la sûreté à la police aux frontières (PAF).

### Dans lesecteur privé(depuis 2013)
En disponibilité de la Police nationale, il intègre en juin 2013 le comité exécutif du groupe d'assurances mutualiste Covéa, qui regroupe MMA, la MAAF et la GMF, en qualité de directeur des stratégies coopératives du groupe auprès de la direction des ressources humaines.

## Engagement politique
Il est de notoriété publique qu'Amaury de Hauteclocque est un ami proche de Frédéric Péchenard, lui-même ami de Nicolas Sarkozy,,. Selon Le Figaro, il aurait adhéré en 2013 à la Droite forte, courant politique interne à l'UMP créé par Guillaume Peltier et Geoffroy Didier. Selon le journal, il a assisté à une convention organisée par le mouvement qui se tenait le 17 décembre 2013 au siège de l’UMP sur le thème de la justice.

## Décorations
- Chevalier de la Légion d'honneur
- Chevalier de l'ordre national du Mérite
- Médaille de la sécurité intérieure, argent (2012)[12]
- Médaille d'honneur de la Police nationale
- Brevet parachutiste militaire (BPM)

## Ouvrage
- Histoire(s) du RAID, Éditions Jacob-Duvernet, Paris, 2009.